# Sydney Colpoys Dacres

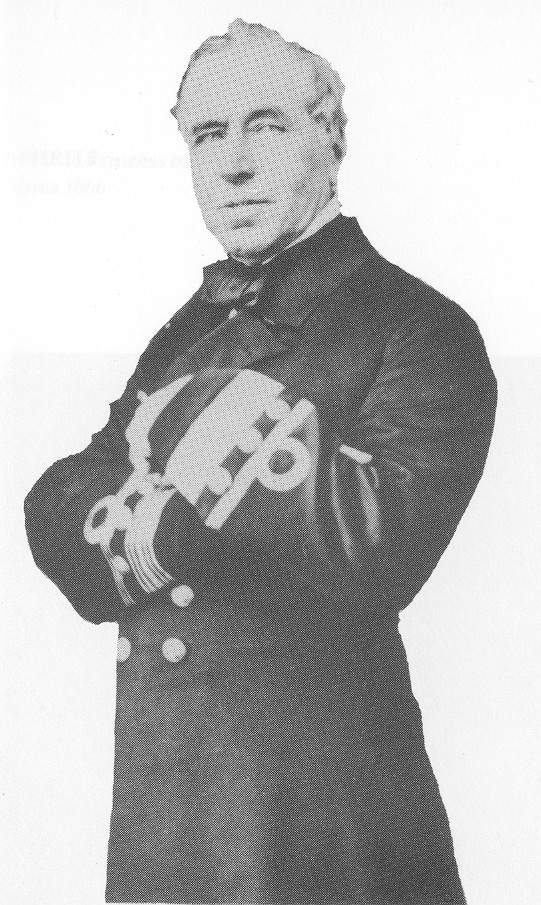
Admiral Sydney Colpoys Dacres

Sir Sidney Colpoys Dacres, GCB (* 9. Januar 1804 in Totnes, Devon; † 8. März 1884 in Steyning, Sussex) war ein britischer Seeoffizier, der als Vizeadmiral von 1863 bis 1866 Oberkommandierender des Ärmelkanalgeschwaders sowie zwischen 1866 und 1868 Zweiter Seelord war. Als Admiral fungierte er von 1868 bis 1872 als Erster Seelord (First Naval Lord). Ihm fehlten jedoch die administrativen oder politischen Talente für einen erfolgreichen Ersten Seelord.

## Leben

### Familiäre Herkunft, Seeoffizier und Krimkrieg

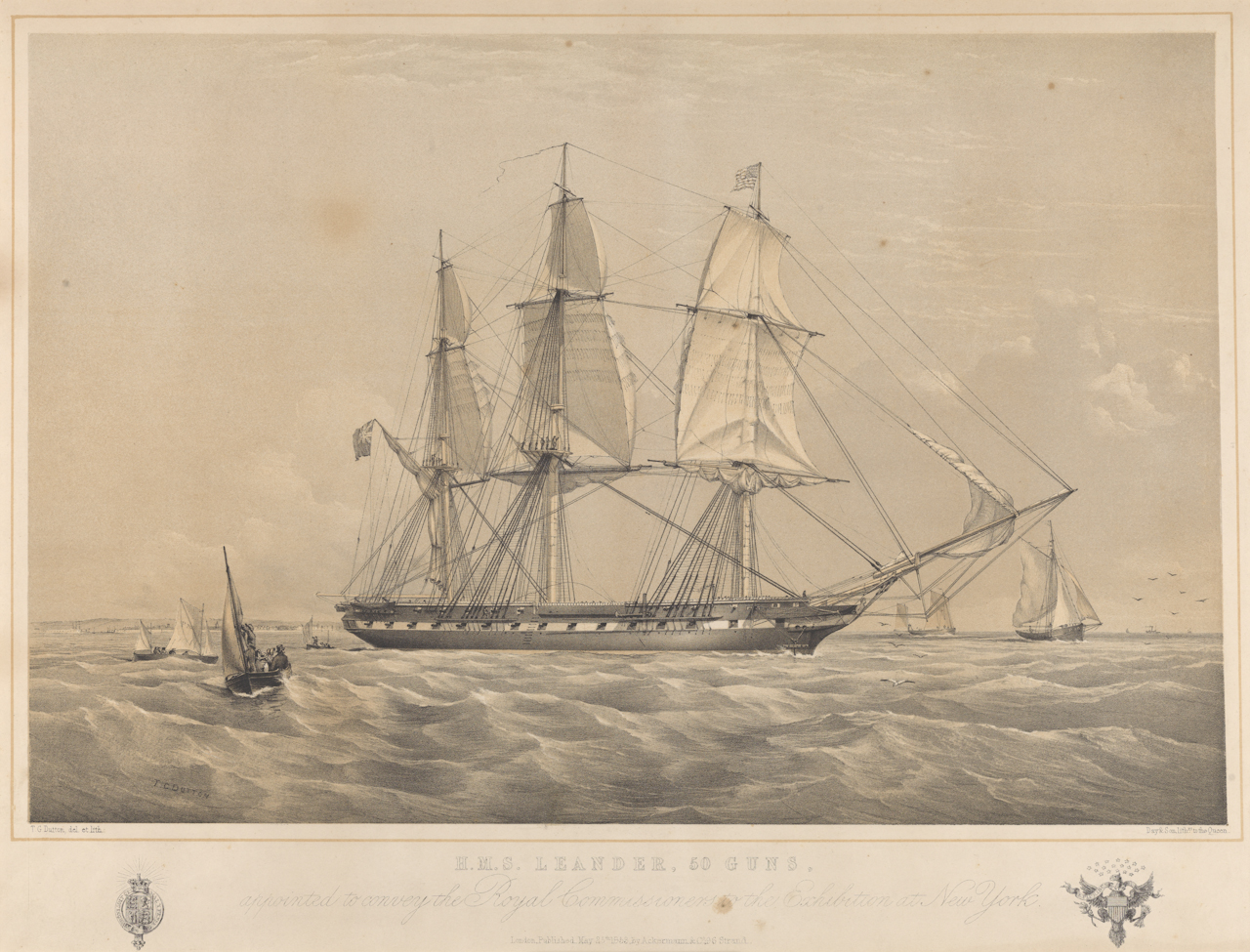
Dacres war von 1849 bis 1852 Kommandant der Fregatte HMS Leander.

Sidney Colpoys Dacres war ein Sohn des Captains und späteren Vice-Admirals Sir Richard Dacres (1761–1837) aus dessen Ehe mit Martha Phillips Milligan. Sein älterer Bruder war der spätere Field Marshal Richard Dacres, der zwischen 1881 und 1886 Konstabler des Towers war. Sein Onkel James Richard Dacres war ebenfalls Vice-Admiral, dessen Söhne Barrington Dacres als Captain und James Richard Dacres als Vice-Admiral auch in der Royal Navy dienten.
Dacres selbst trat 1817 in die Royal Navy ein und erhielt am 5. Mai 1827 ein Offizierpatent als Lieutenant. Als Lieutenant auf der von Capitain Edmund Lyons kommandierten Fregatte HMS Blonde nahm er während der Griechischen Revolution am 30. Oktober 1828 an der Seite französischer Soldaten an der Eroberung von Morea teil und wurde hierfür als Ritter des griechischen Erlöser-Ordens ausgezeichnet.
Am 28. August 1834 wurde Dacres zum Commander befördert und befehligte von 1836 bis 1839 den Schoner HMS Salamander, der zeitweise an der Nordküste Spaniens gegen die Carlisten-Rebellen eingesetzt wurde. Am 1. August 1840 wurde er in den Rang eines Captain befördert und kommandierte, nachdem er mehrere Jahre unter Halbsold vom Dienst freigestellt war, 1847 zunächst kurzzeitig die Fregatte HMS Avenger. Im Anschluss war er von 1847 bis 1849 als Kommandant des Linienschiffs HMS St Vincent Flaggkapitän von Rear-Admiral Sir Charles John Napier, des Kommandeurs der Marineverbände im Ärmelkanal.
Danach war er zwischen 1849 und 1852 Kommandant der Fregatte HMS Leander, die ebenfalls zu den Marineverbänden im Ärmelkanal gehörte. Am 3. Juni 1852 wurde er zum Kommandanten des Linienschiffs HMS Sans Pareil berufen, mit dem er vom Mittelmeer ins Schwarze Meer, um später am Krimkrieg teilzunehmen. Er unterstützte zeitweise Rear-Admiral Edmund Lyons an der Belagerung von Sewastopol (17. Oktober 1854 bis 9. September 1855) teil, wofür er am 5. Juli 1855 als Companion des Order of the Bath (CB) ausgezeichnet wurde.
Danach fungierte er zwischen Juli 1855 und dem 25. Juni 1858 als Kapitän-Superintendent des Militärkrankenhauses Royal Hospital Haslar sowie der Königlichen Versorgungswerft (Royal Clarence Victualling Yard) auf dem Marinestützpunkt Gosport. Am 30. April 1857 wurde er für seine Verdienste im Krimkrieg auch als Offizier der französischen Ehrenlegion ausgezeichnet.

### Aufstieg zum Admiral und Ersten Seelord

#### Oberkommandierender des Kanalgeschwaders und Zweiter Seelord
Er wurde am 25. Juni 1858 zum Rear-Admiral befördert. Im August 1859 wechselte er zur Mittelmeerflotte (Mediterranean Fleet) und war unter den damaligen Oberkommandierenden Vice-Admiral Sir Arthur Fanshawe (1858 bis 1860) beziehungsweise Vice-Admiral Sir William Martin auf dem Linienschiff HMS Marlborough zunächst Captain of the Fleet sowie im Anschluss auf dem Linienschiff HMS Edgar von Dezember 1861 bis April 1863 stellvertretender Oberkommandierender der Mittelmeerflotte (Second-in-Command, Mediterranean Fleet). Im April 1863 wurde er als Nachfolger von Rear-Admiral Robert Smart zum Oberkommandierenden des Ärmelkanalgeschwaders (Commander-in-Chief, Channel Squadron) ernannt und bekleidete diese Funktion bis Juni 1866, woraufhin Rear-Admiral Hastings Yelverton ihn ablöste. Am 28. März 1865 wurde er als Knight Commander des militärischen Zweiges des Order of the Bath (KCB (Mil)) geadelt und führte fortan das Prädikat „Sir“. Ferner erfolgte am 17. November 1865 seine Beförderung zum Vice-Admiral.
Im Juli 1866 wechselte Vice-Admiral Sir Sydney Colpoys Dacres in die Admiralität und löste dort Vice-Admiral Sir Charles Eden als Zweiten Seelord (Second Naval Lord) ab. Er hatte diese Funktion bis Dezember 1868 inne, woraufhin die Stelle zwischen 1868 und der Nachbesetzung durch Vice-Admiral Sir John Walter Tarleton im Mai 1872 dreieinhalb Jahre unbesetzt blieb.

#### Erster Seelord 1868 bis 1872

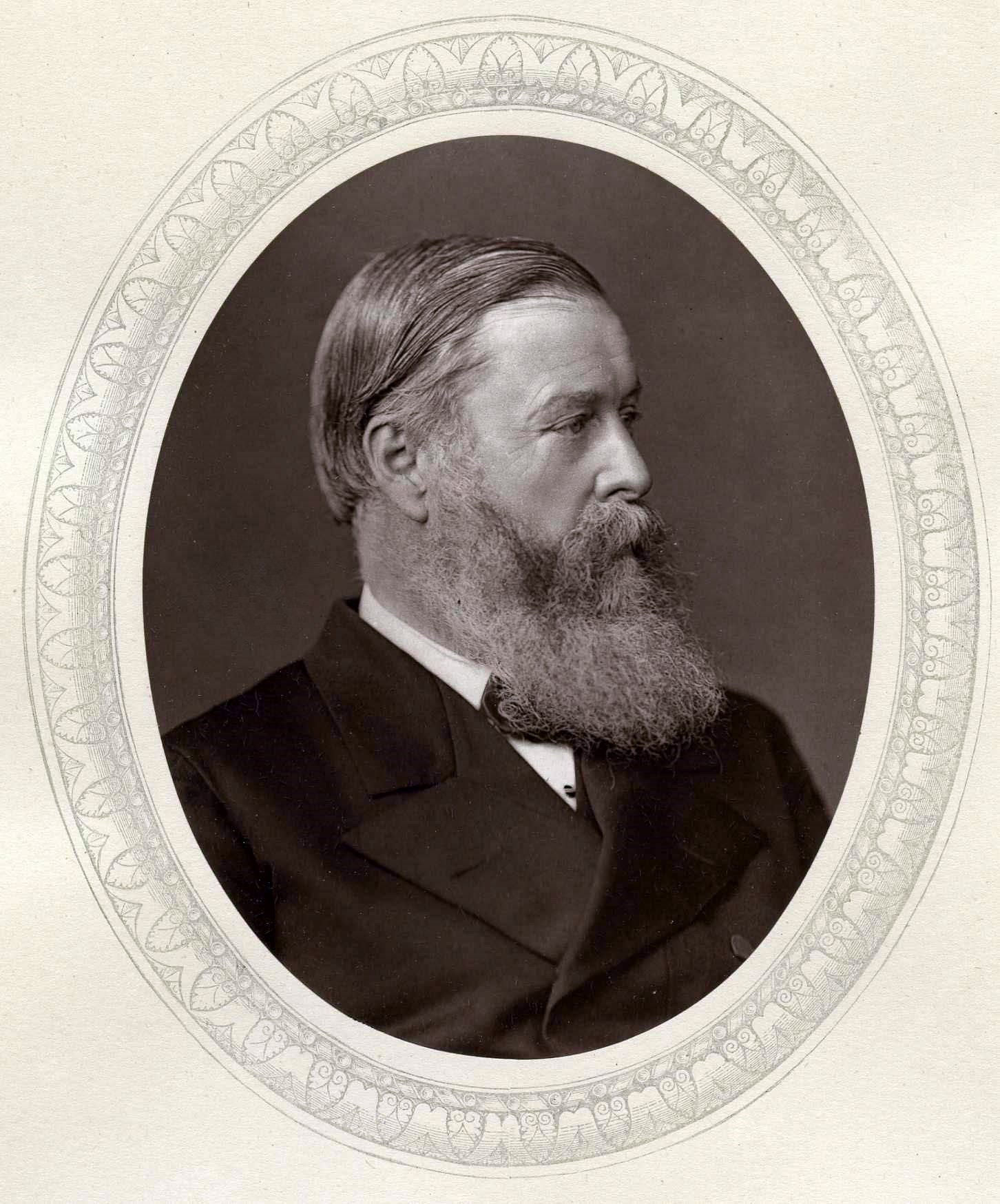
Dacres tat nichts, um sich den vom Ersten Lord der Admiralität (First Lord of the Admiralty) Hugh Childers eingeführten Maßnahmen in der Admiralität zu widersetzen.

Am 18. Dezember 1868 wurde Vice-Admiral Sir Sydney Dacres als Nachfolger von Vice-Admiral Sir Alexander Milne schließlich selbst Erster Seelord (First Naval Lord) und bekleidete dieses höchste militärische Amt innerhalb der Royal Navy bis zum 27. November 1872, woraufhin wiederum Admiral Sir Alexander Milne seine Nachfolge antrat.
Am 1. April 1870 wurde er zum Admiral befördert und am 20. Mai 1871 wurde er zum Knight Grand Cross des militärischen Zweiges des Order of the Bath (GCB (Mil)) erhoben.
Die Amtszeit von Dacres verlief ohne besondere Ereignisse. Er war der erste hochrangige Offizier zu sein, der auf die Abschaffung von Schiffsmasten drängte. Er unterstützte Cowper Phipps Coles bei der Entwicklung des Geschützturms sowie den Bau der Panzerschiffe der Devastation-Klasse. Seine Ernennung zum Ersten Seelord deutete auf die zunehmend unpolitische Natur der Marinevertreter im Vorstand der Admiralität (Board of Admiralty) hin. Er tat andererseits nichts, um sich den vom Ersten Lord der Admiralität (First Lord of the Admiralty) Hugh Childers eingeführten Maßnahmen zu widersetzen, insbesondere hinsichtlich der stark reduzierte Finanzmittel und die effektive Zerstörung des Admiralitätsvorstands. Das Ende der Vorstandssitzungen und die Erhebung des Controller of the Navy, Sir Vice-Admiral Robert Spencer Robinson, zum Dritten Seelord reduzierten die Rolle von Dacres und legten seine Grenzen offen.
Unfähig, Robinson zu kontrollieren oder Childers zurückzuhalten, musste er trotz mehrerer öffentlicher „Streitigkeiten“ zusehen, wie sich eine Reihe von Katastrophen entfalteten, die im Verlust des Panzerschiffs HMS Captain bei der Jungfernfahrt am 7. September 1870 ihren Höhepunkt erreichten. Als Childers zurücktrat, wartete Dacres nur auf eine passende Gelegenheit, seinen Posten für den würdevollen Ruhestand aufzugeben. Er hatte weder das Talent noch die Energie, den Vorstand der Admiralität neu aufzubauen, und überließ die Aufgabe Sir Alexander Milne, einem weitaus fähigeren Mann. Ihm fehlten letztlich die administrativen oder politischen Talente für einen erfolgreichen ersten Seelord. Childers hatte dies wohl erkannt und ihn gerade deshalb ernannt, um allein regieren zu können.
Danach wurde Sir Sydney Colpoys Dacres am 2. Dezember 1872 zum Gouverneur des Greenwich Hospital ernannt. Am 10. Januar 1874 trat er in den Ruhestand und schied er aus dem Marinedienst aus (Retired List).
Am 1. Oktober 1840 hatte er Dacres Emma Lambert, die Tochter von D. Lambert vom Londoner Tavistock Square, geheiratet. Sie hatten mehrere Kinder, darunter Seymour Henry Pelham Dacres, einen Captain der Royal Navy, der am 28. Mai 1887 im Alter von vierzig Jahren in Japan starb. Dacres selbst starb am 8. März 1884 in seinem Haus, 47 Brunswick Square in Brighton, während seine Frau ihn überlebte.